# Огонек
Ого́нек (пол. ogonek, лит. nosinė, дос. «хвостик») — діакритичний знак. Має вигляд гачка, що знаходиться під нижнім правим кутом голосної латинської абетки, використовується у деяких європейських та місцевих американських мовах.

## Використання
Позначає:

Різниця в положенні огонека відносно літери в європейських (ліворуч) та індіанських мовах (праворуч).

- носові голосні в польській мові (ą, ę);
- у кашубській мові літера ą може позначати носові голосні [õ] та [ũ];
- довгі голосні в литовській мові (ą, ę, į, ų);
- носові голосні в індіанських мовах індіанців, наприклад, навахо (ą, ąą, ę, ęę, į, įį, ǫ, ǫǫ).

Також огонеки використовуються для фонетичного запису носових голосних праслов'янської мови (*ę, *ǫ).

## Приклади текстів
Польська:
Wół go pyta: „Panie chrząszczu,
Po co pan tak brzęczy w gąszczu?“
 — Ян Бжехва, Хрущ
Каюга:
Ęyǫgwędę́hte⁷ — ми збідніємо
Литовська:
Lydėdami gęstančią žarą vėlai
Pakilo į dangų margi sakalai — Вінцас Миколайтіс-Путінас

## Походження
Знак походить із середньовічної латинської літератури, де був компактною заміною лігатури æ. Звідти він був запозичений польською мовою, а з польської — іншими (зокрема, литовською).

## Кодування
| Графема | HTML  | Юнікод |
| ------- | ----- | ------ |
| ˛       | &#731 | U+02DB |
| Ą       | &#260 | U+0104 |
| ą       | &#261 | U+0105 |
| Ę       | &#280 | U+0118 |
| ę       | &#281 | U+0119 |
| Į       | &#302 | U+012E |
| į       | &#303 | U+012F |
| Ǫ       | &#490 | U+01EA |
| ǫ       | &#491 | U+01EB |
| Ų       | &#370 | U+0172 |
| ų       | &#371 | U+0173 |